# Hampus Mosesson
Hampus Sebastian Viktor Mosesson (* 15. November 1982 in Lund) ist ein ehemaliger schwedischer Snowboarder. 
Mosesson gab am 23. November 1998 in Tandådalen sein Debüt im Snowboard-Weltcup. Bei den Junioren-Weltmeisterschaften 1999 auf der Seiser Alm gewann er Gold in der Halfpipe. Im Januar 2000 gelang ihm in Tandådalen mit dem neunten Platz erstmals die Fahrt unter die besten zehn im Weltcup. Bei den Junioren-Weltmeisterschaften 2000 in Berchtesgaden kam er jedoch über einen 21. Platz nicht hinaus. Die Saison 1999/00 beendete er auf dem 111. Platz der Weltcup-Gesamtwertung. In der Halfpipe-Wertung belegte er Platz 38. Nach der Saison wurde es ruhig um Mosesson. Im Weltcup ging er nicht mehr an den Start.
2005 gewann er den Air & Style-Contests. Im gleichen Jahr erhielt er in den USA den Titel Rookie of the Year. Die letzten beiden offiziellen FIS-Wettbewerbe bestritt er noch einmal 2006 mit einem FIS-Rennen und einem Weltcup in Stockholm in der Disziplin Big Air. Nachdem er noch einmal Punkte gewinnen konnte, belegte er am Ende der Saison 2006/07 den 89. Platz in der Big Air Weltcup-Gesamtwertung. Seit 2007 ist Mosesson mehrfach in diversen Film- und Stuntproduktionen als Snowboarder aufgetreten.
Der Onkel von Hampus Mosesson ist der schwedische Schauspieler Hans Mosesson.